# Laaglandtapir
De laaglandtapir, Zuid-Amerikaanse tapir of Braziliaanse tapir (Tapirus terrestris) is een zoogdier uit de familie der tapirs. De wetenschappelijke naam van de soort werd als Hippopotamus terrestris in 1758 gepubliceerd door Carl Linnaeus. Het is een van de overgebleven vijf tapirsoorten.

## Kenmerken
Deze soort is ongeveer net zo groot als de Midden-Amerikaanse tapir, ongeveer 1,7 tot 2 meter, heeft een korte staart van zo'n 8 cm lang en heeft een schouderhoogte van 77 tot 108 cm. Het dier heeft een stoppelvacht, witte oorpunten en een lage, smalle rij manen. Ze wegen tot 250 kg. De laaglandtapir verschilt van de andere soorten tapirs door zijn volledig bruine lichaam.

## Leefwijze
Het voedsel bestaat vooral uit bladeren, fruit, gras en waterplanten. Ze leven vooral in Brazilië in het Amazoneregenwoud. Voorts komen ze ook voor in het Mata Atlântica. Bij rivieren en meren zoeken ze hun voedsel. Dit nachtactieve dier prefereert een waterrijke omgeving, want het is een goede zwemmer. Om aan zijn vijanden (jaguars en poema's) te ontkomen, duikt het dier onder water.

## Voortplanting
Na een draagtijd van 335 tot 439 dagen krijgen de vrouwtjes, net zoals alle andere tapirs, slechts één jong. Het jong heeft witte vlekken en strepen op zijn lijf. Als hij ouder wordt, wordt zijn gevlekte vacht ingeruild voor een volwassen bruine vacht.
Midden-Amerikaanse tapir (Tapirus bairdi) · Indische tapir (Tapirus indicus) · Bergtapir (Tapirus pinchaque) · Laaglandtapir (Tapirus terrestris)